# Женап
Женап (фр. Genappe, вал. Djinape, хол. Genepiën) је град и општина у Белгији у региону Валонија у покрајини Валонски Брабант. Површина општине износи 89,57 км².

## Становништво
Према процени, у општини је 1. јануара 2018. живело 15.353 становника.